# Комжа

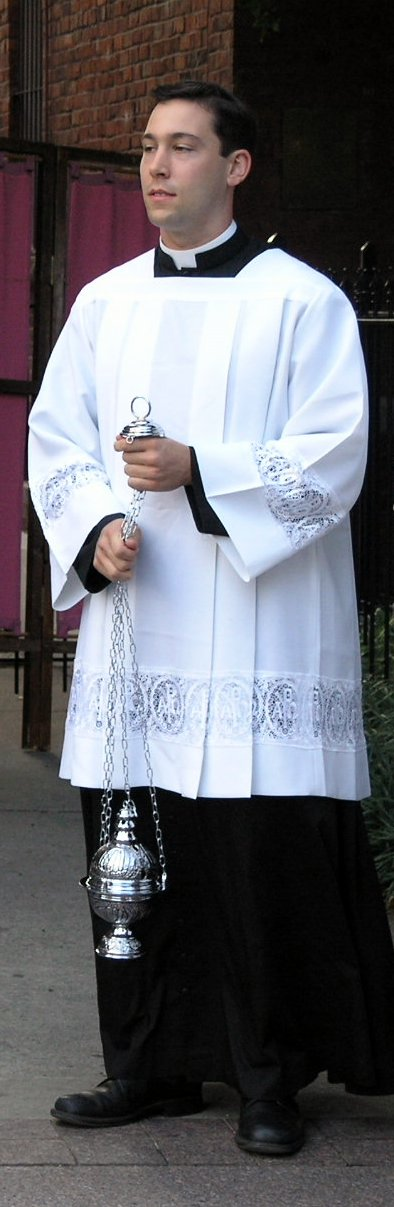
Министрант, одетый в комжу

Ко́мжа, или стиха́рь, или суперпелли́цеум (лат. superpelliceum) — элемент литургического облачения в католицизме. Комжа — облачение из белой ткани, доходящее до середины бедра. Внешне напоминает роккетту, но имеет, в отличие от неё, расширяющиеся рукава. Комжа короче альбы, длина которой может доходить до пола. Может быть украшен кружевами. Однако с литургической точки зрения комжа и альба — это одно и то же.
Комжу на богослужениях носят нерукоположённые церковнослужители (аколиты и чтецы); а также миряне-министранты. Диаконы и священники надевают вместо альбы комжу только в тех случаях, когда поверх не надевается орнат или далматика.